# Дунине
Ду́нине —  село в Україні, у Близнюківській селищній громаді Лозівського району Харківської області. Населення становить 216 осіб. До 2020 орган місцевого самоврядування — Острівщинська сільська рада.

## Географія
Село Дунине примикає до села Острівщина. В селі є кілька загат.

## Історія
- 1893 - дата заснування. Засноване переселенцями з Росії. Станом на 1913 р. у селі Дуніне було 63 двори, мешкало 488 осіб. Землі, на яких знаходиться село належали поміщиці А.Островській. Свого часу село у народі називали Норцівка, Островська.
- 12 червня 2020 року, відповідно до Розпорядження Кабінету Міністрів України № 725-р «Про визначення адміністративних центрів та затвердження територій територіальних громад Харківської області», увійшло до складу Близнюківської селищної громади.[1]
- 19 липня 2020 року, в результаті адміністративно-територіальної реформи та ліквідації Близнюківського району, увійшло до складу Лозівського району Харківської області.[2]

## Економіка
- В селі є молочно-товарна і птахо-товарна ферми.